# Palais de Justice (Straßburg)
Koordinaten: 48° 35′ 17″ N, 7° 44′ 52″ O

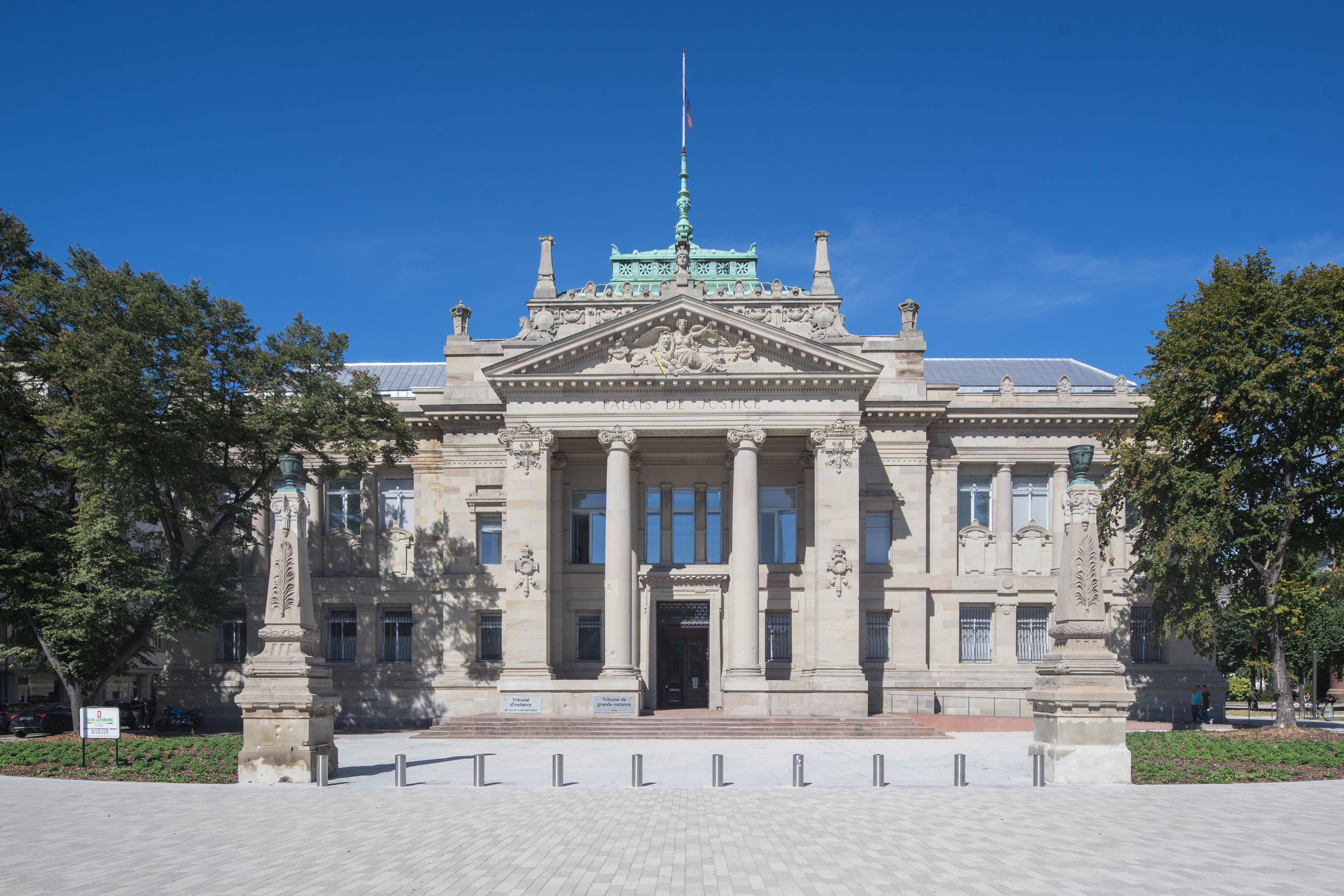
Fassade (Zustand 2018)

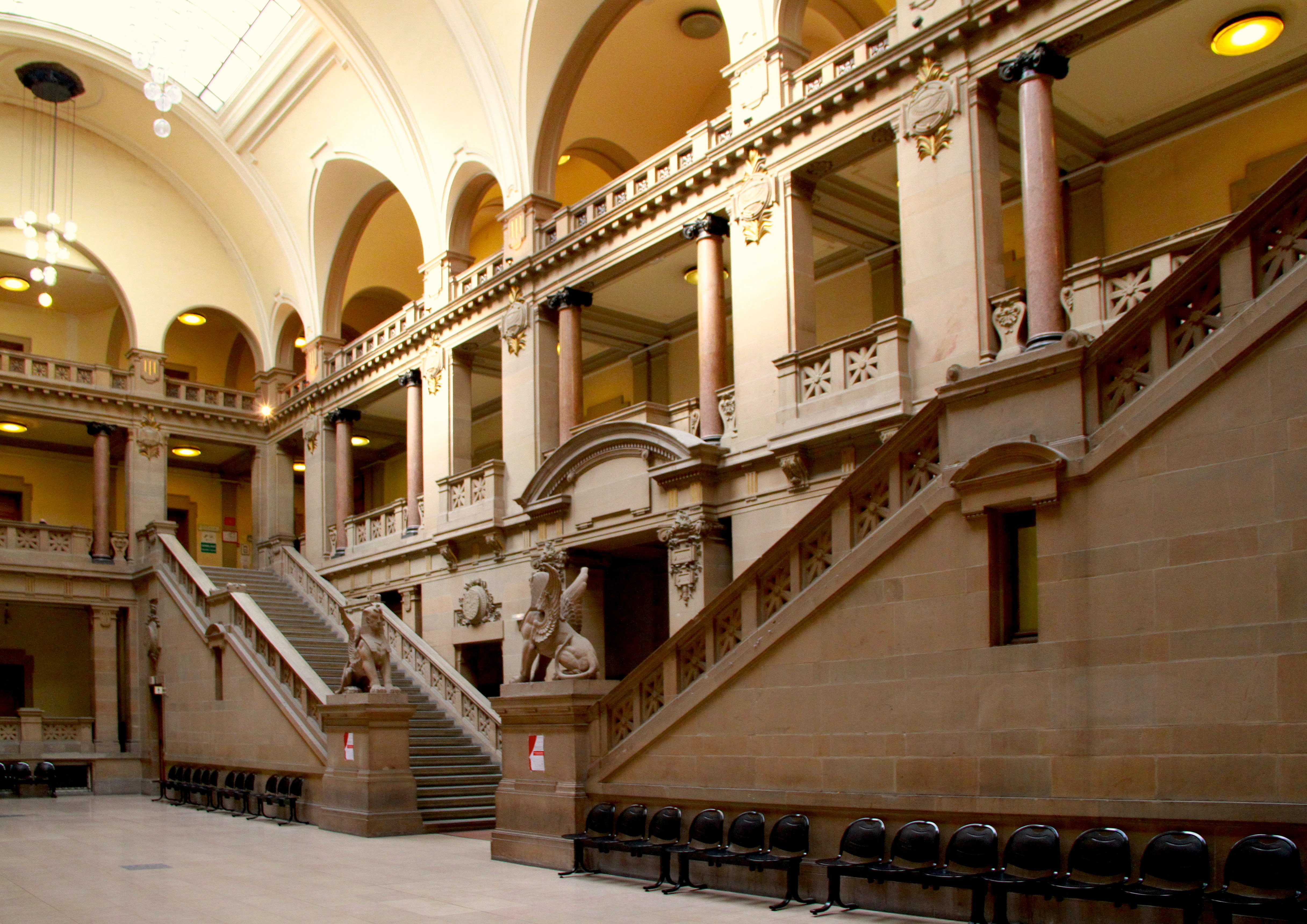
Lichthof (Zustand 2013)

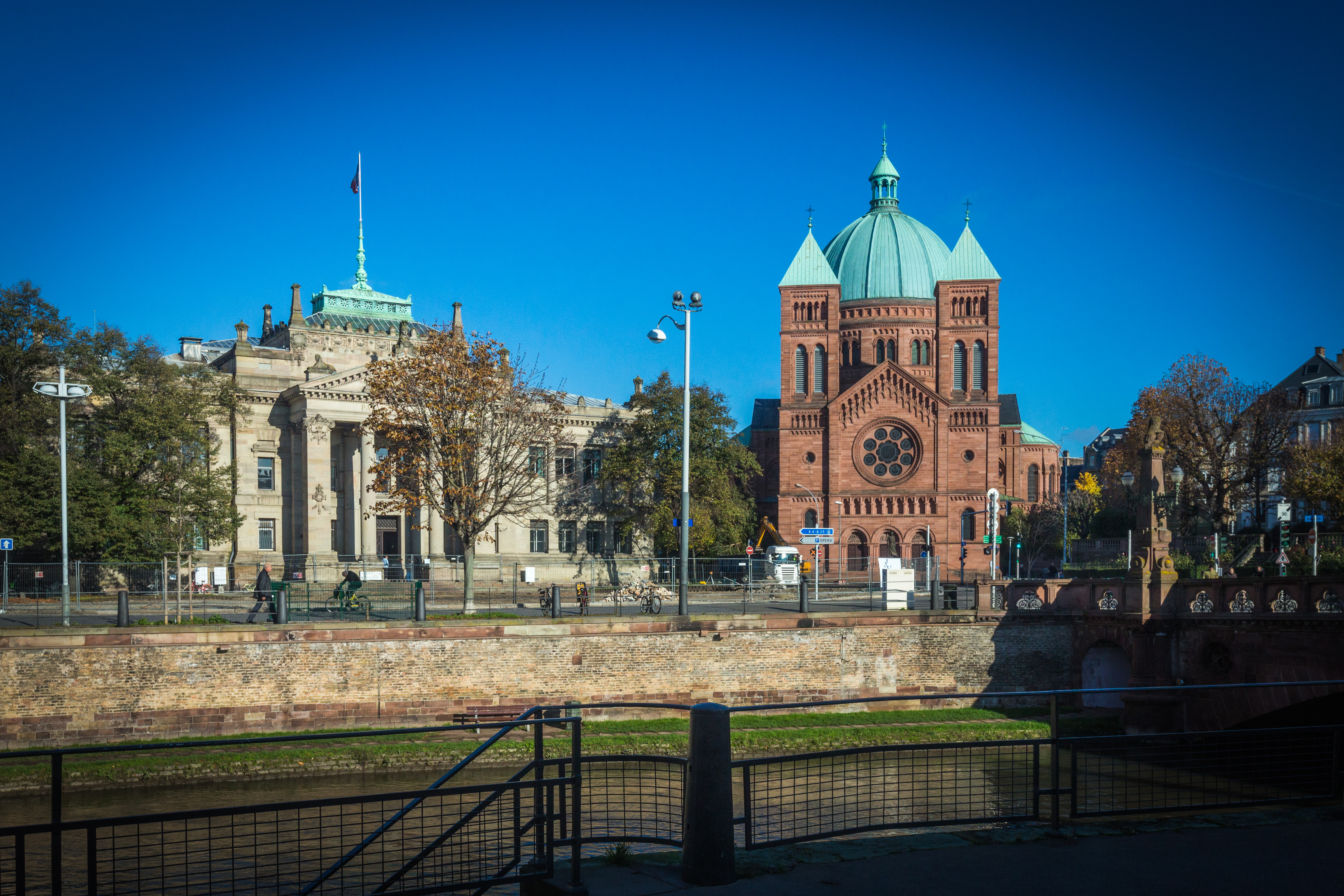
Palais de Justice und Kirche Saint-Pierre-le-Jeune catholique

Der Palais de Justice ist ein denkmalgeschütztes Gerichtsgebäude (tribunal de grande instance) in der Straßburger Neustadt. Es wurde 1897 in der damals deutschen Stadt als Justizpalast eingeweiht. Der Palais ist seit 1992 als Monument historique klassifiziert.

## Geschichte
Der Palais de Justice wurde vom Architekten Skjøld Neckelmann 1894 bis 1897 in unmittelbarer Nähe der Kirche Saint-Pierre-le-Jeune catholique als Sitz des Landgerichtes Straßburg erbaut, die Neckelmann 1889 bis 1893 zusammen mit August Hartel errichtet hatte. Im augenfälligen Kontrast zum roten Vogesen-Sandstein der Kirche verwendete der Architekt für den Justizpalast grauen Pfalzburger Sandstein. Äußerlich im Neorenaissancestil gehalten, weist der Palais innen Stilmerkmale des neo-ägyptischen Historismus auf, am auffälligsten im Lichthof, der mit Sphinxen und kartuschenartigen Reliefs verziert ist.
Während des Zweiten Weltkriegs befand sich unterhalb des Gebäudes ein Luftschutzkeller.
1978 wurde der Palais vom Architekten Roger Lamoise seitlich aufgestockt.
1997 wurde ein erstes Gutachten erstellt, das eine komplette Renovierung des Palais einforderte. 2002 bis 2012 wurden mehrere Projekte vorgelegt, die sowohl bei Denkmalschützern als auch bei Richtern und Anwälten teilweise auf heftigen Widerstand stießen. Von Juni 2014 bis Dezember 2016 wurde das Gebäude schließlich unter der Leitung des spanischen Architekten Jordi Garcés instand gesetzt.